# Solocma, Mureș
Solocma este un sat în comuna Ghindari din județul Mureș, Transilvania, România.

## Vezi și
- Biserica reformată din Solocma

## Imagini

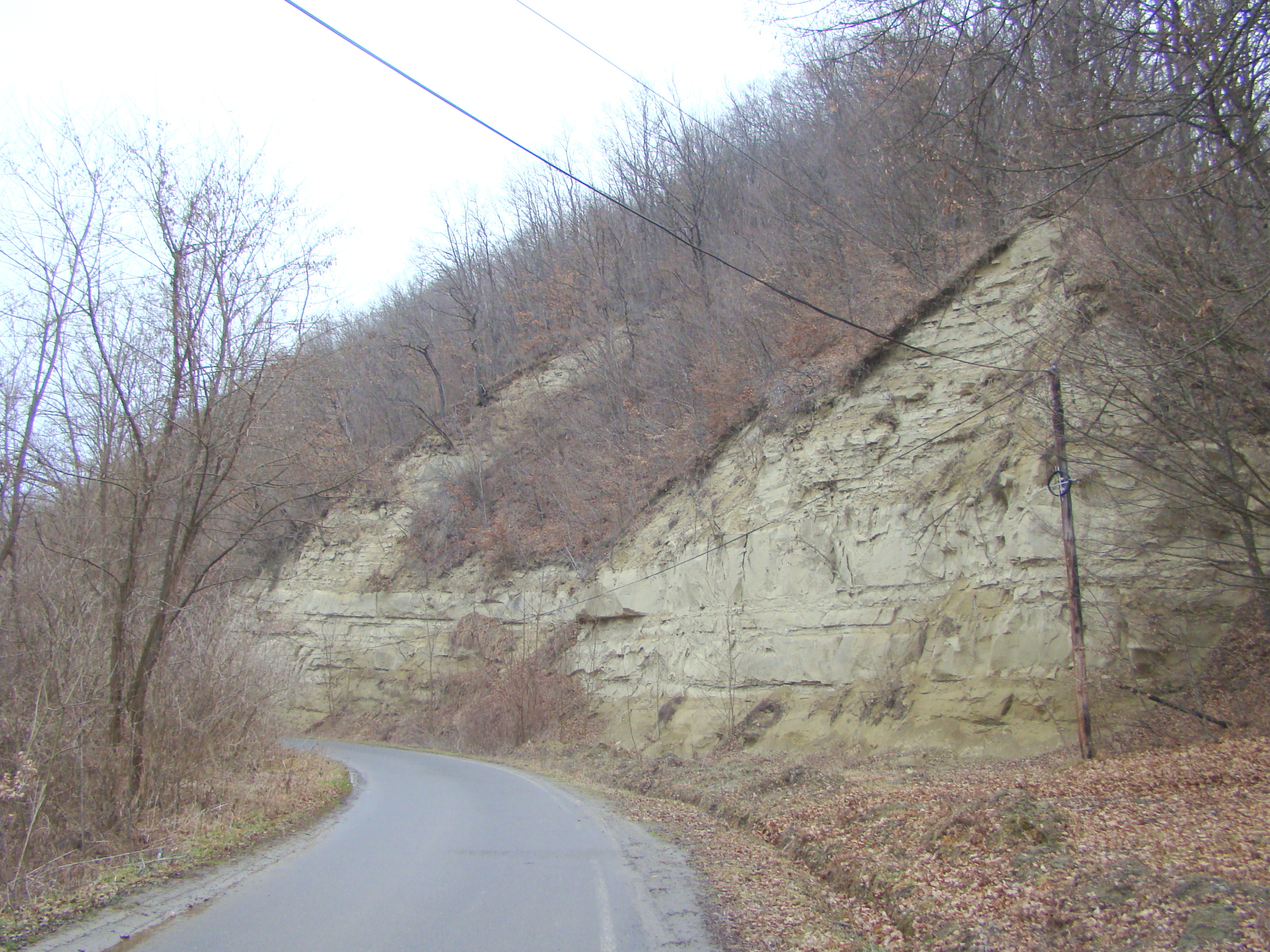
Drumul Ghindari-Solocma
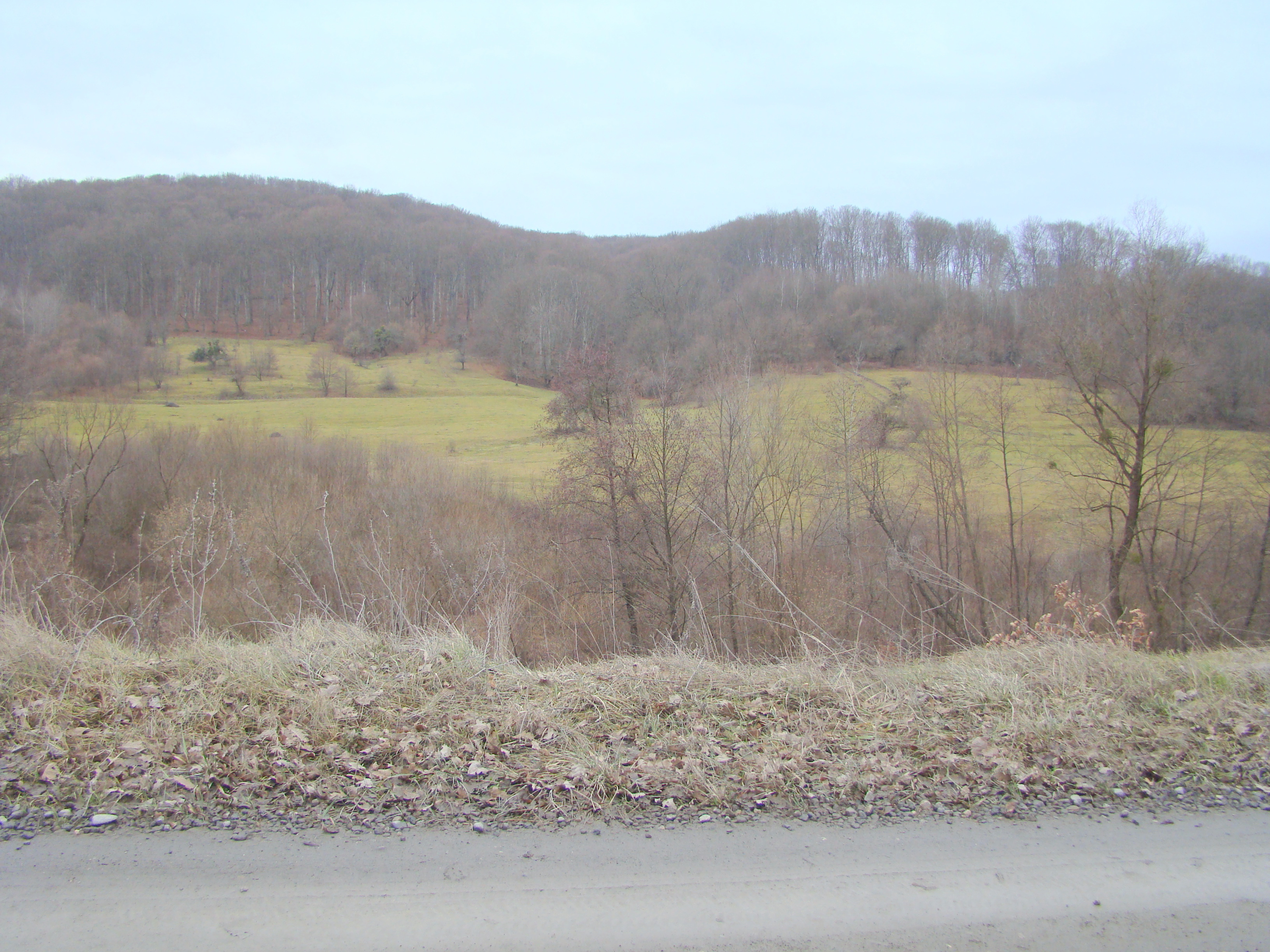
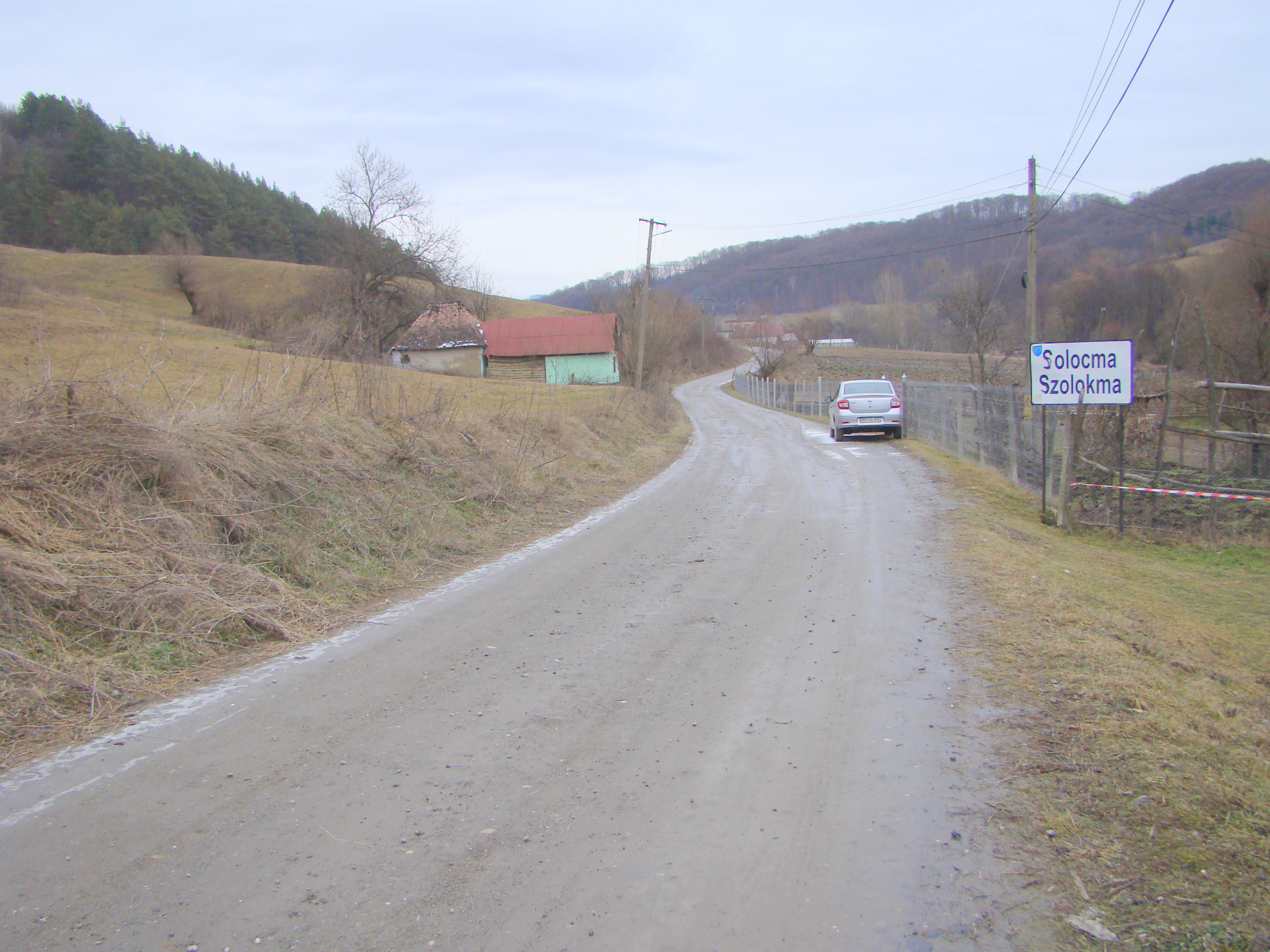
Intrarea în localitate
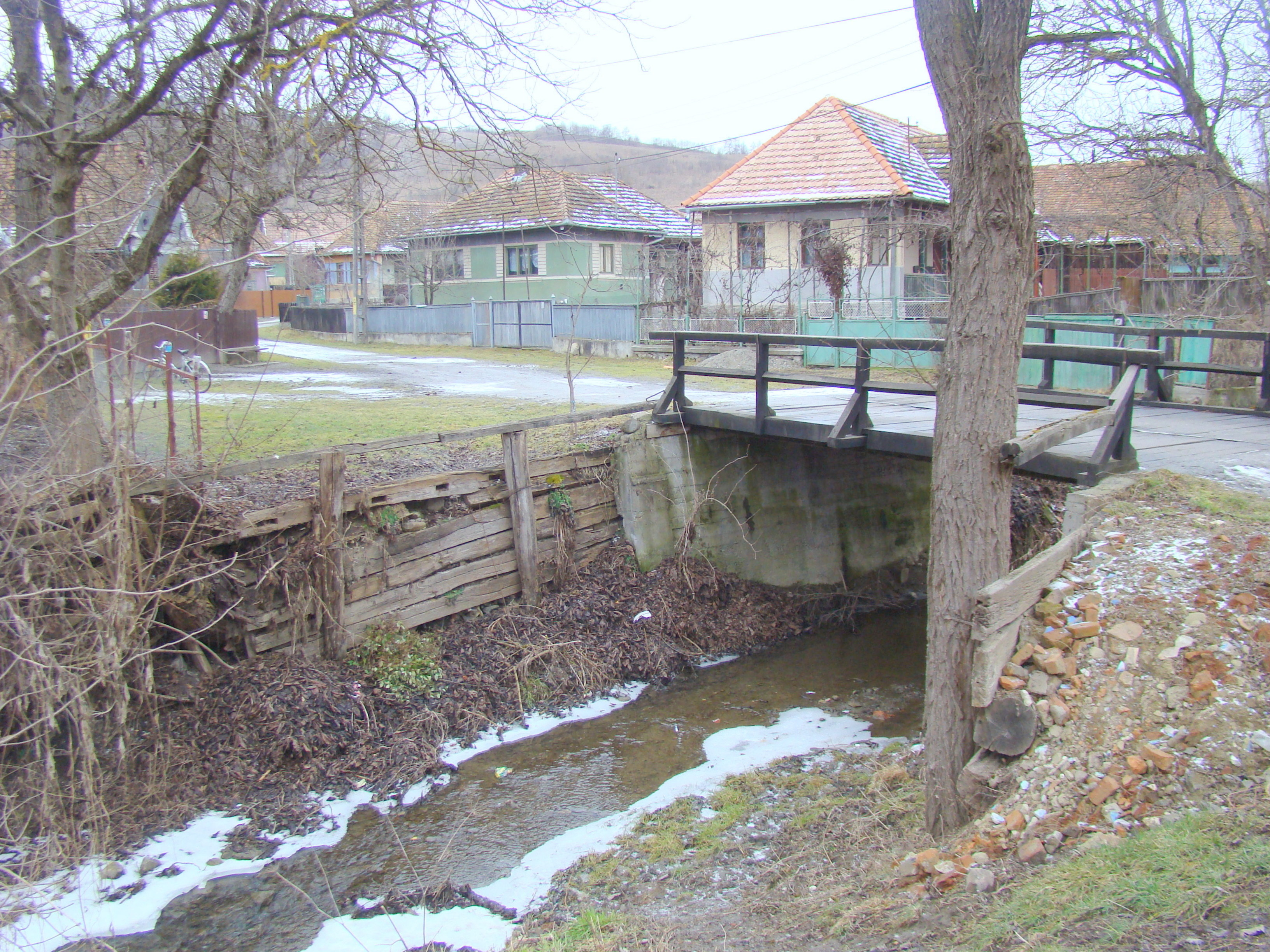
Râul Solocma (afluent al Târnavei Mici)
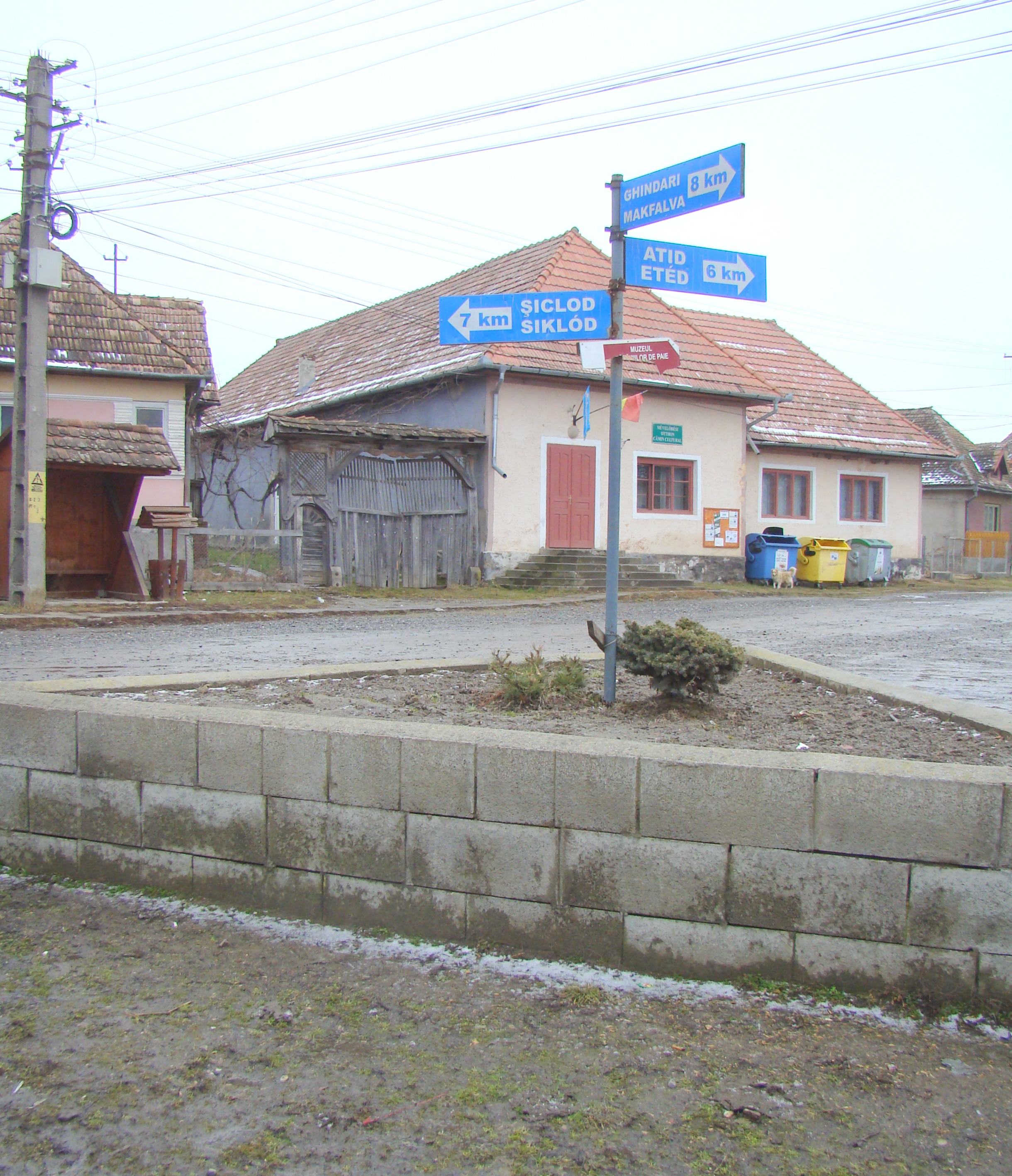
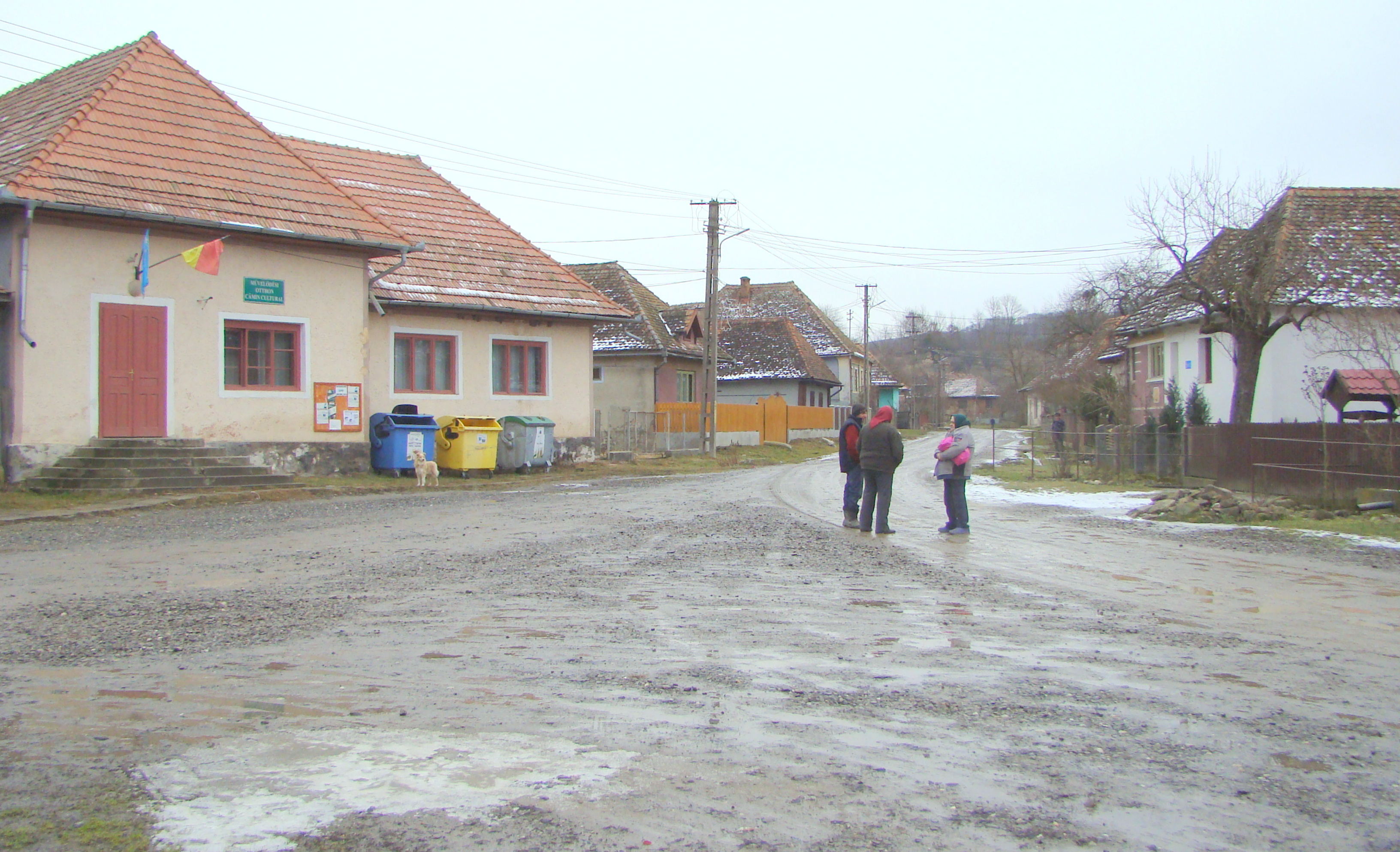
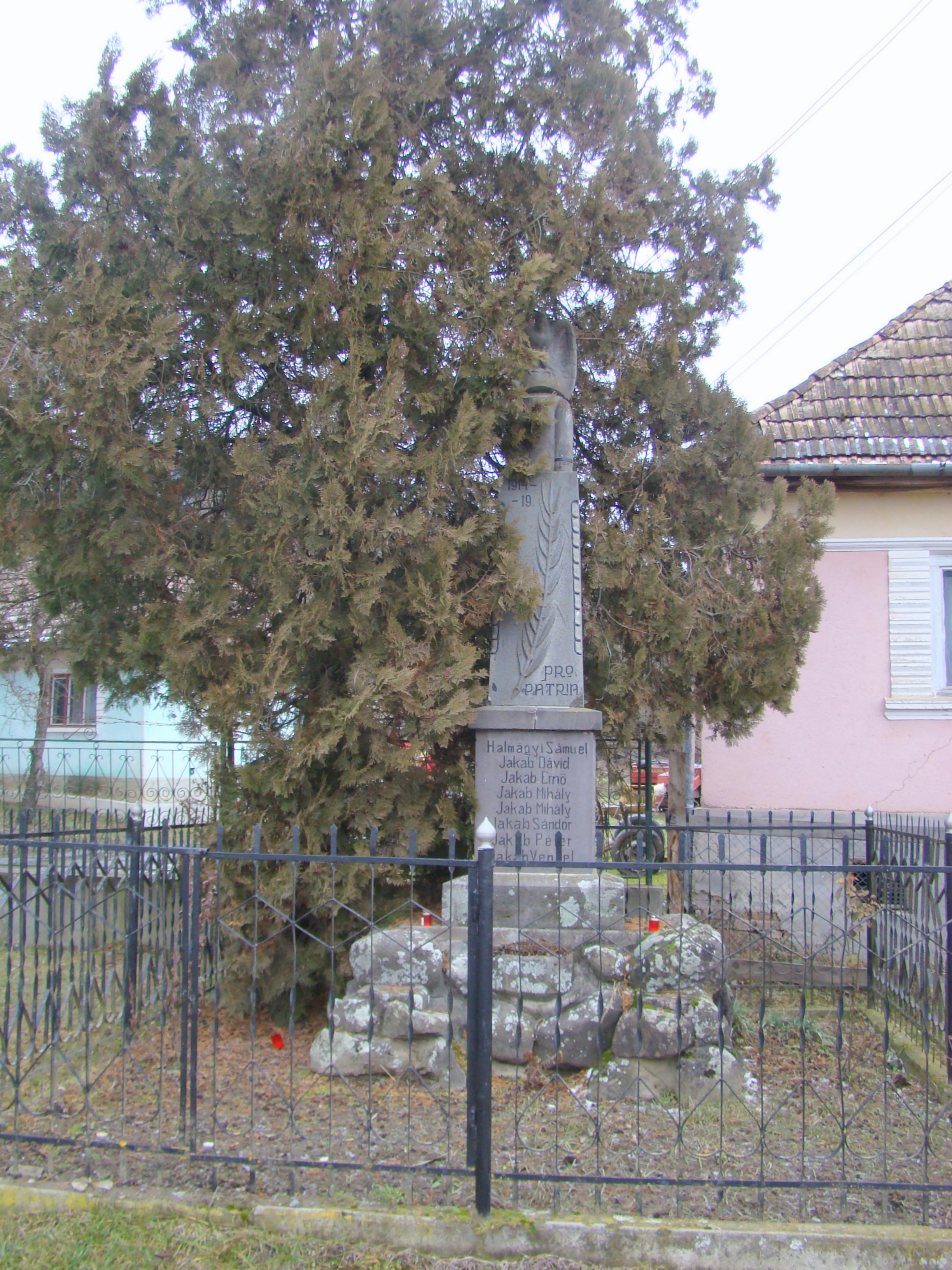
Monumentul eroilor
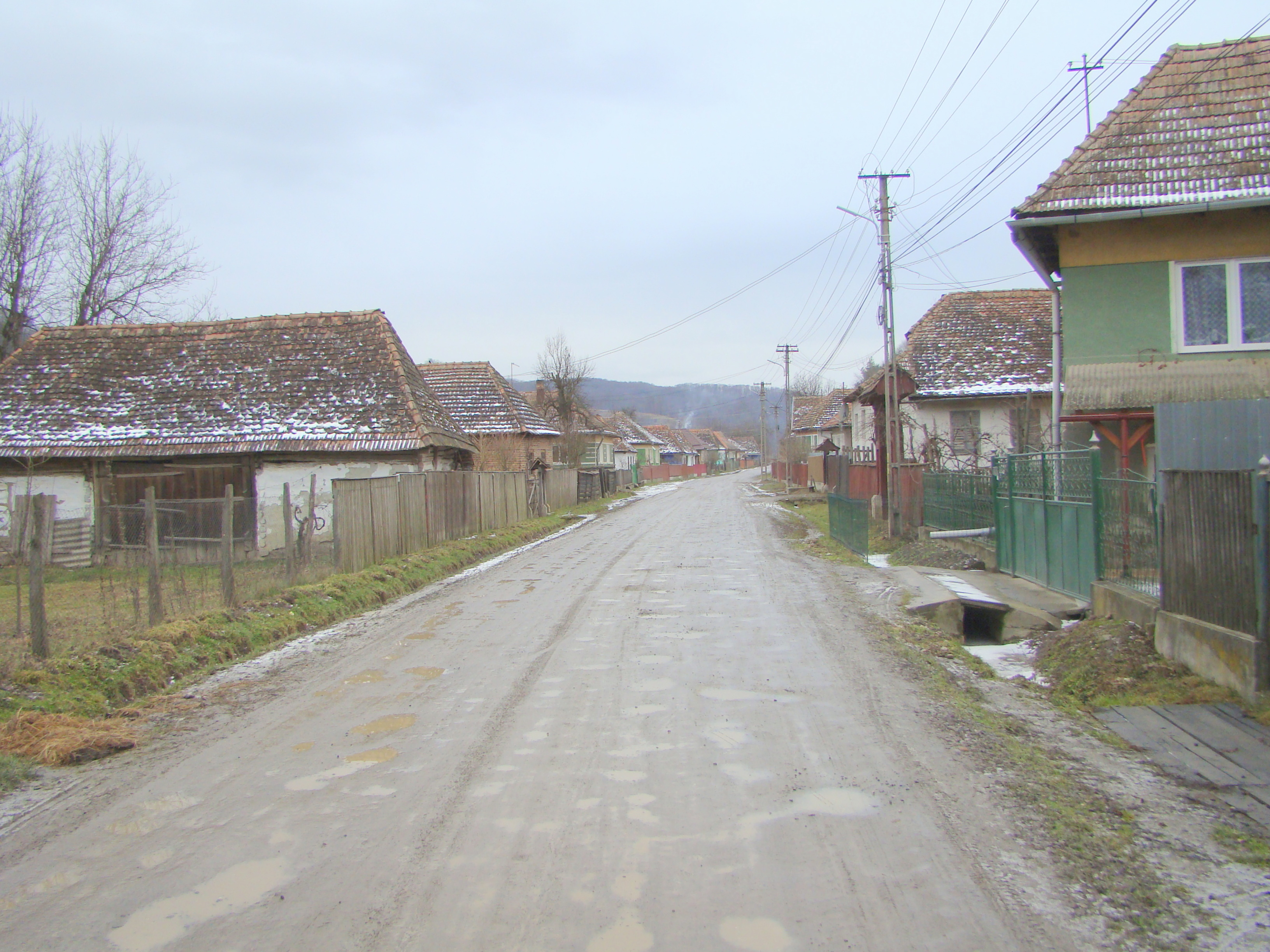
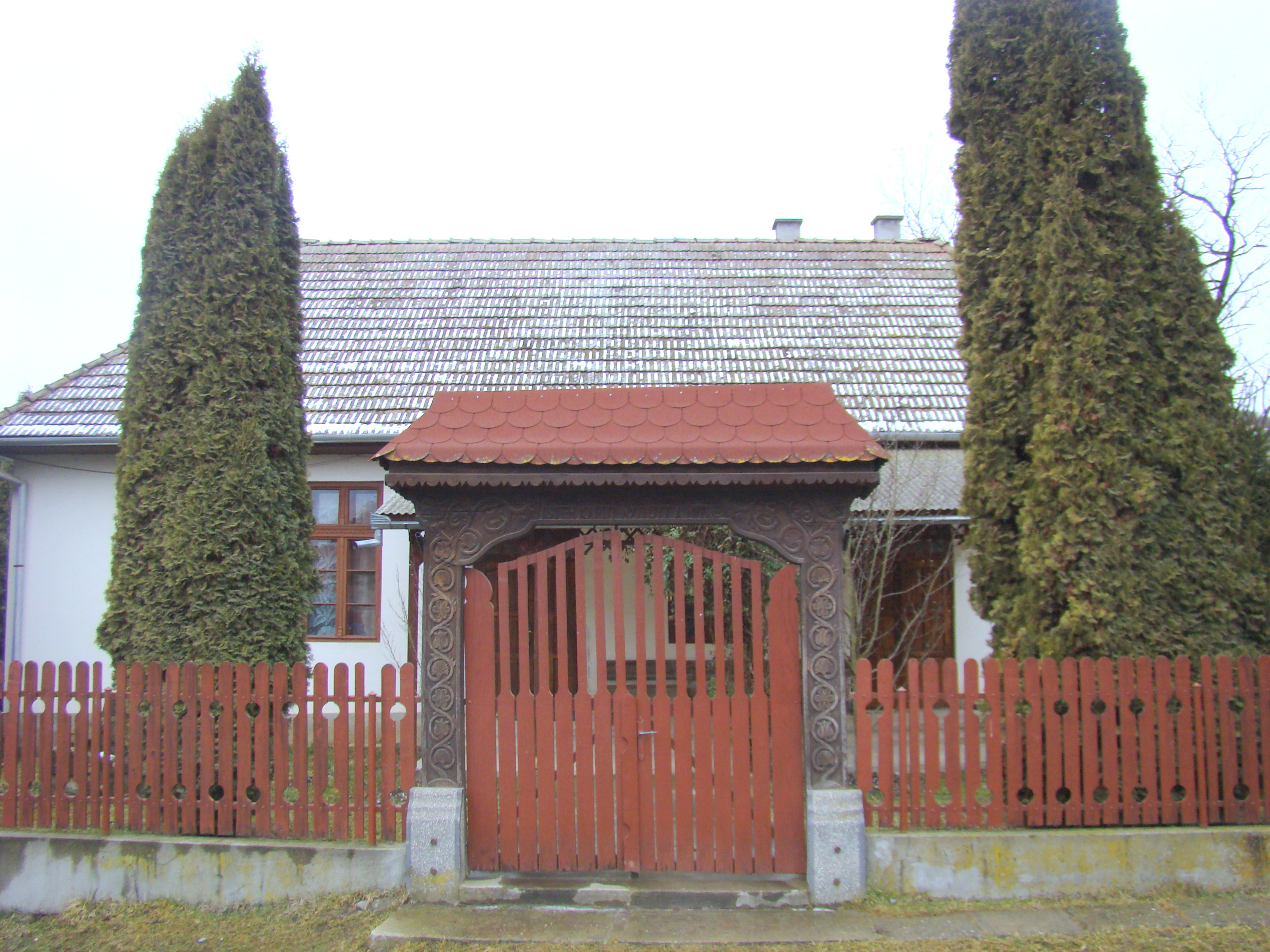
Casa de rugăciune folosită în sezonul rece
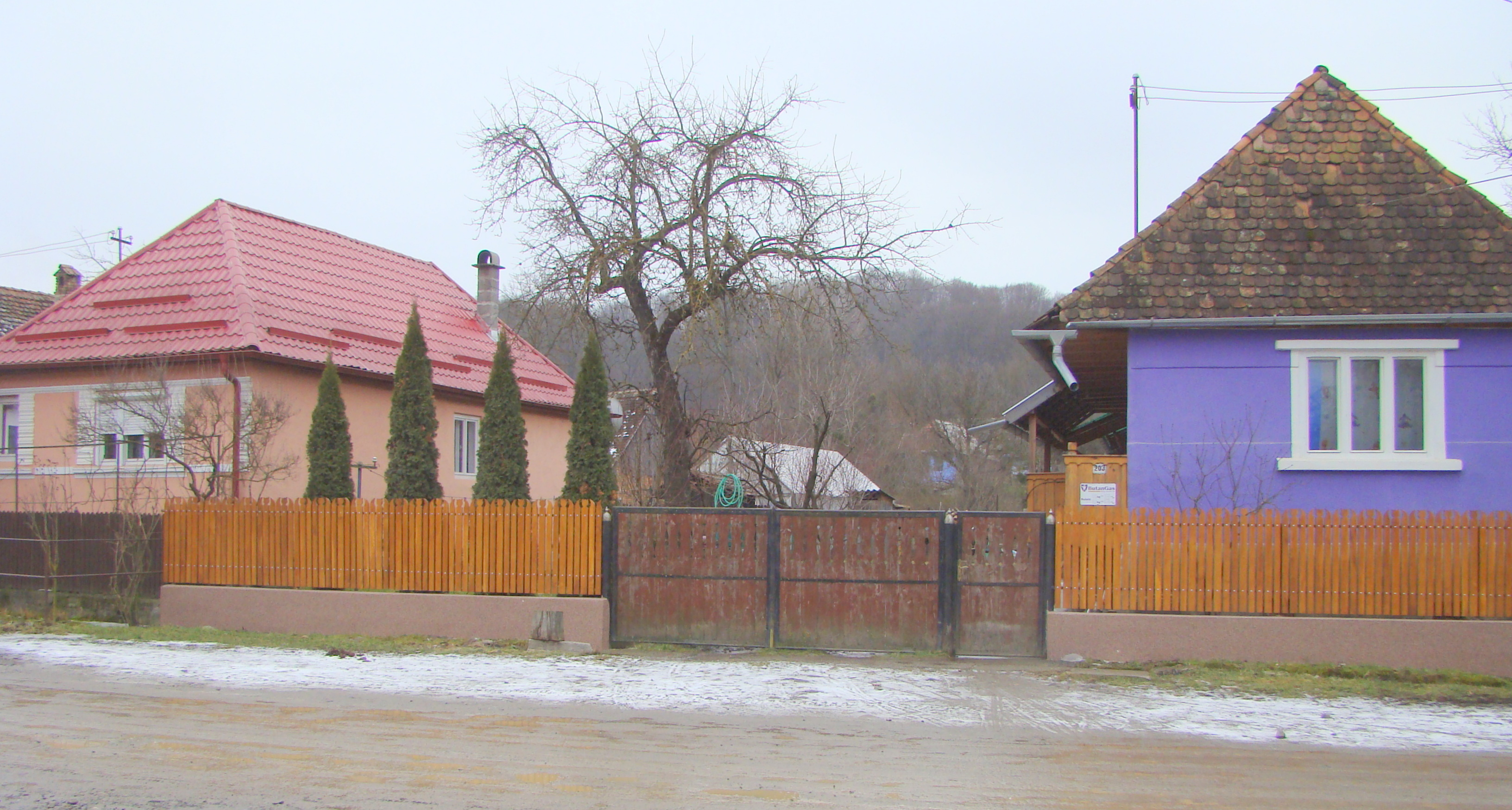
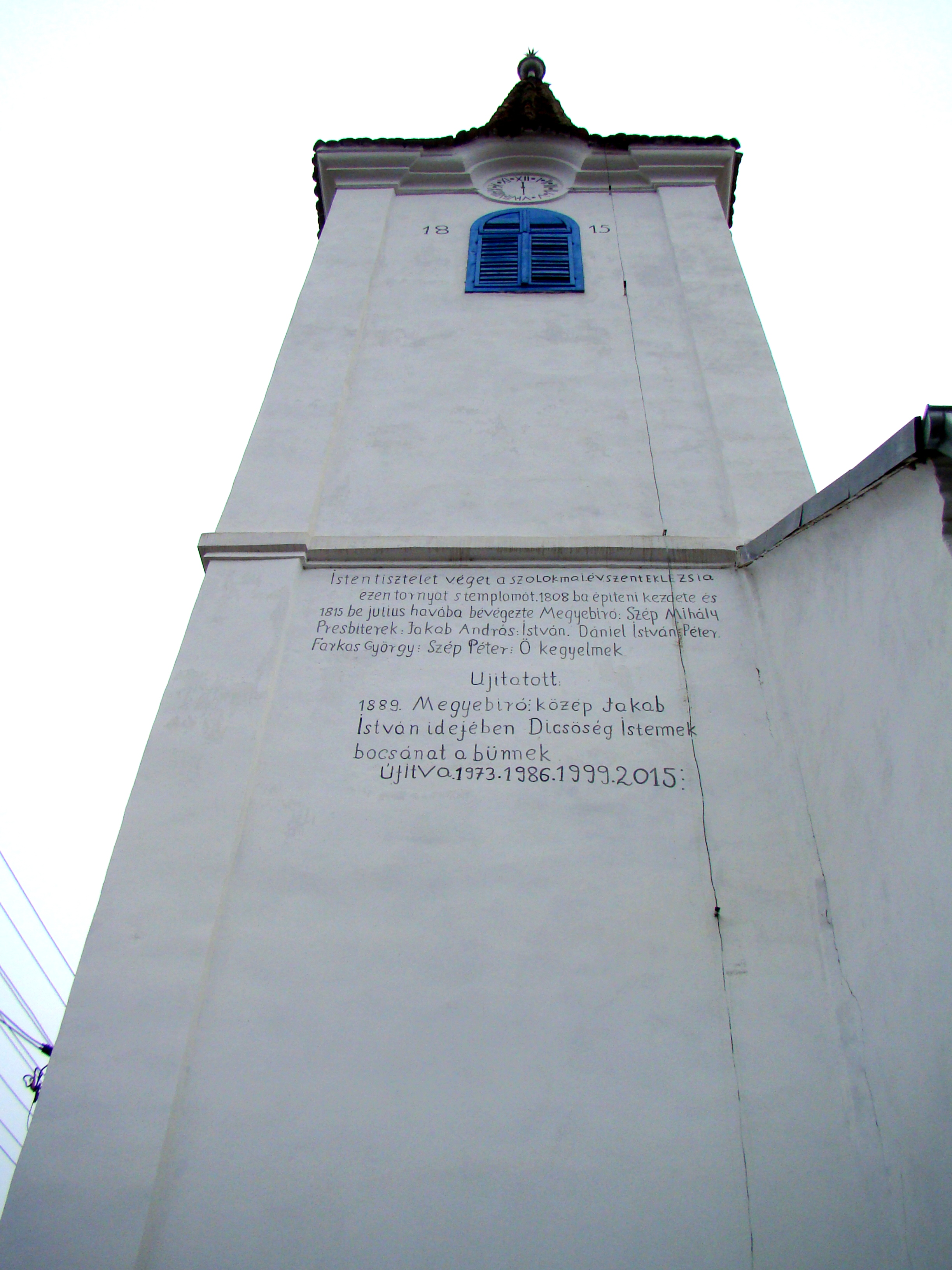
Biserica reformată (turnul)
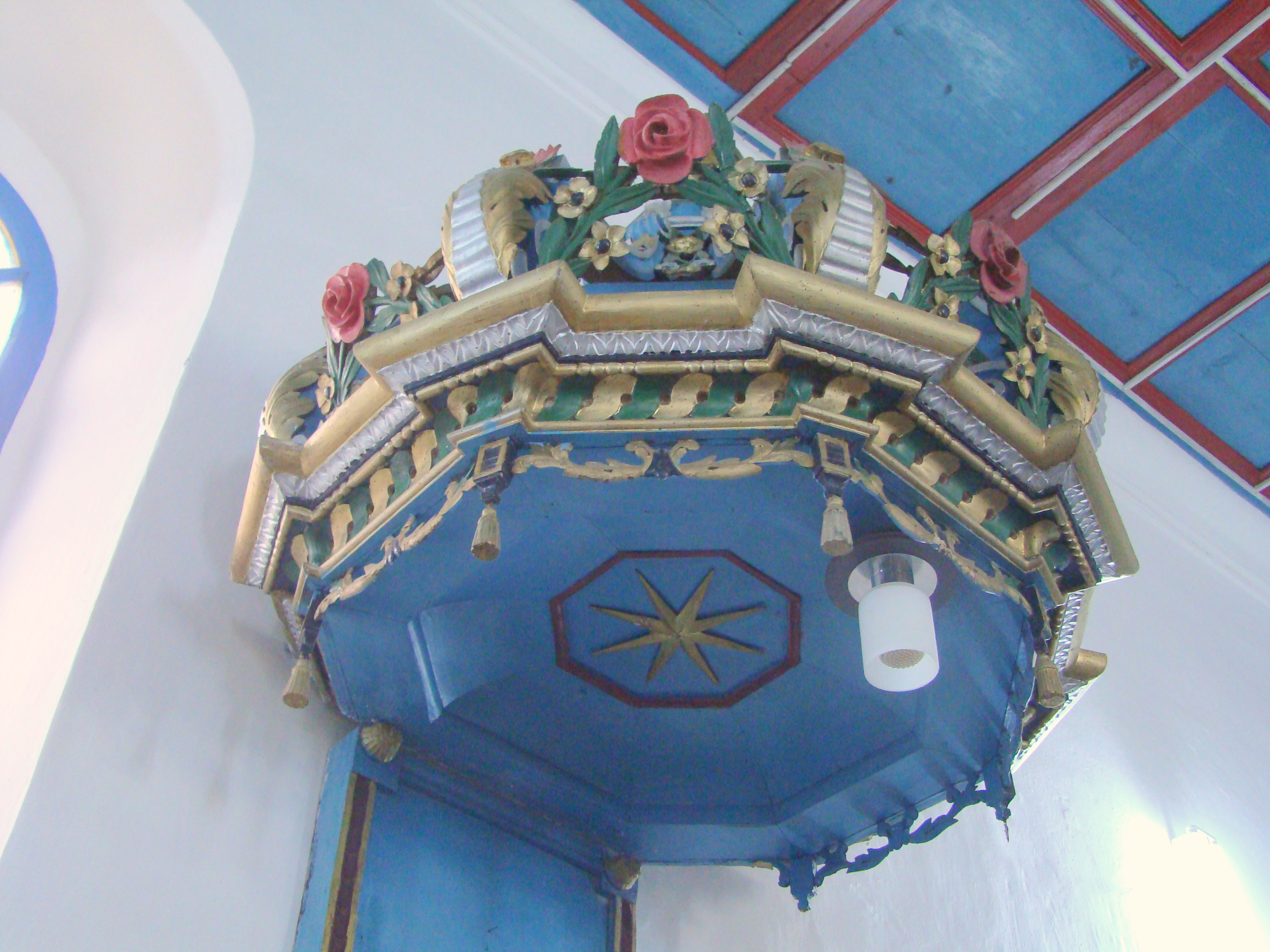
Biserica reformată (coronamentul amvonului)
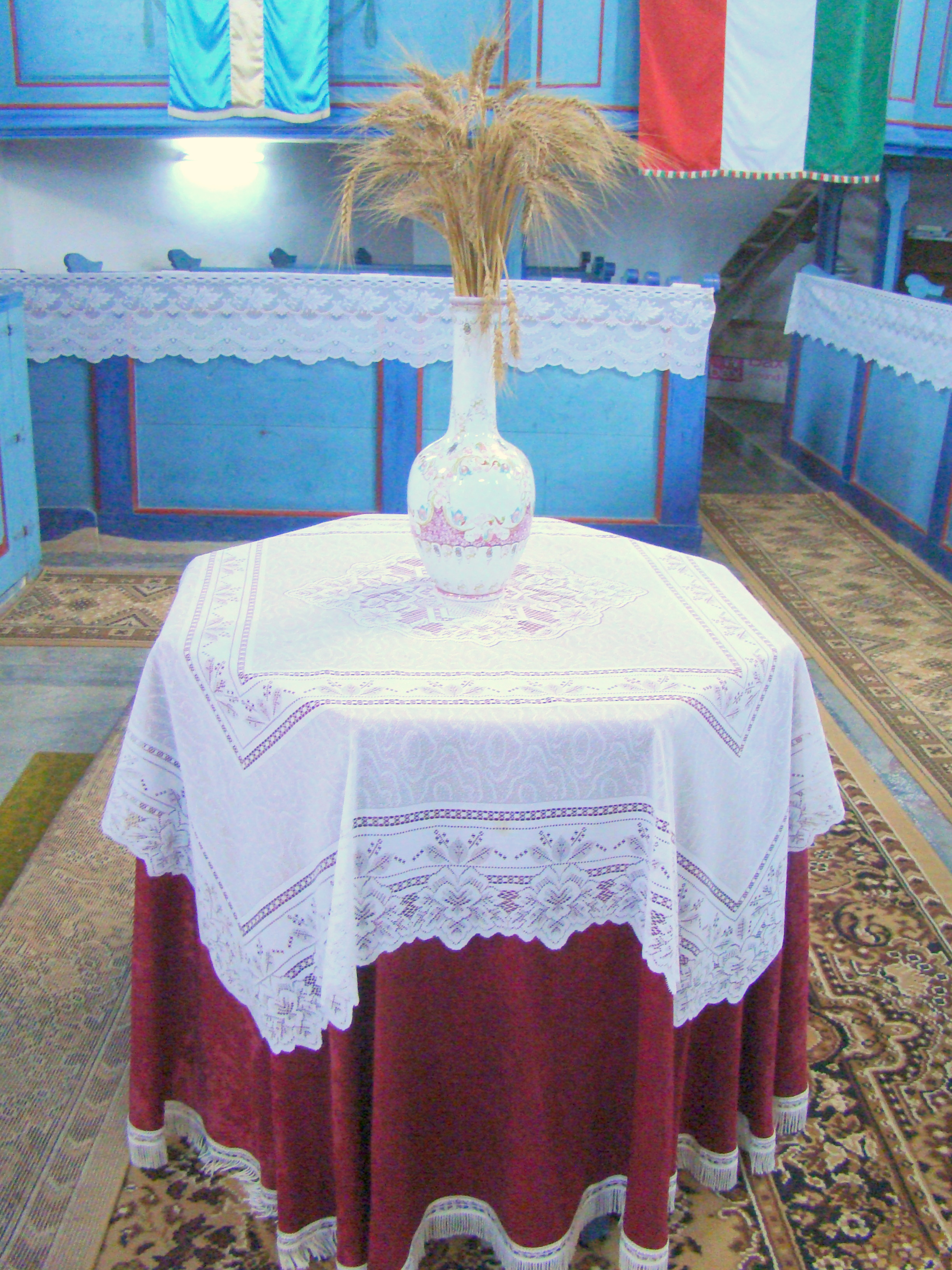
Biserica reformată (Masa Domnului)
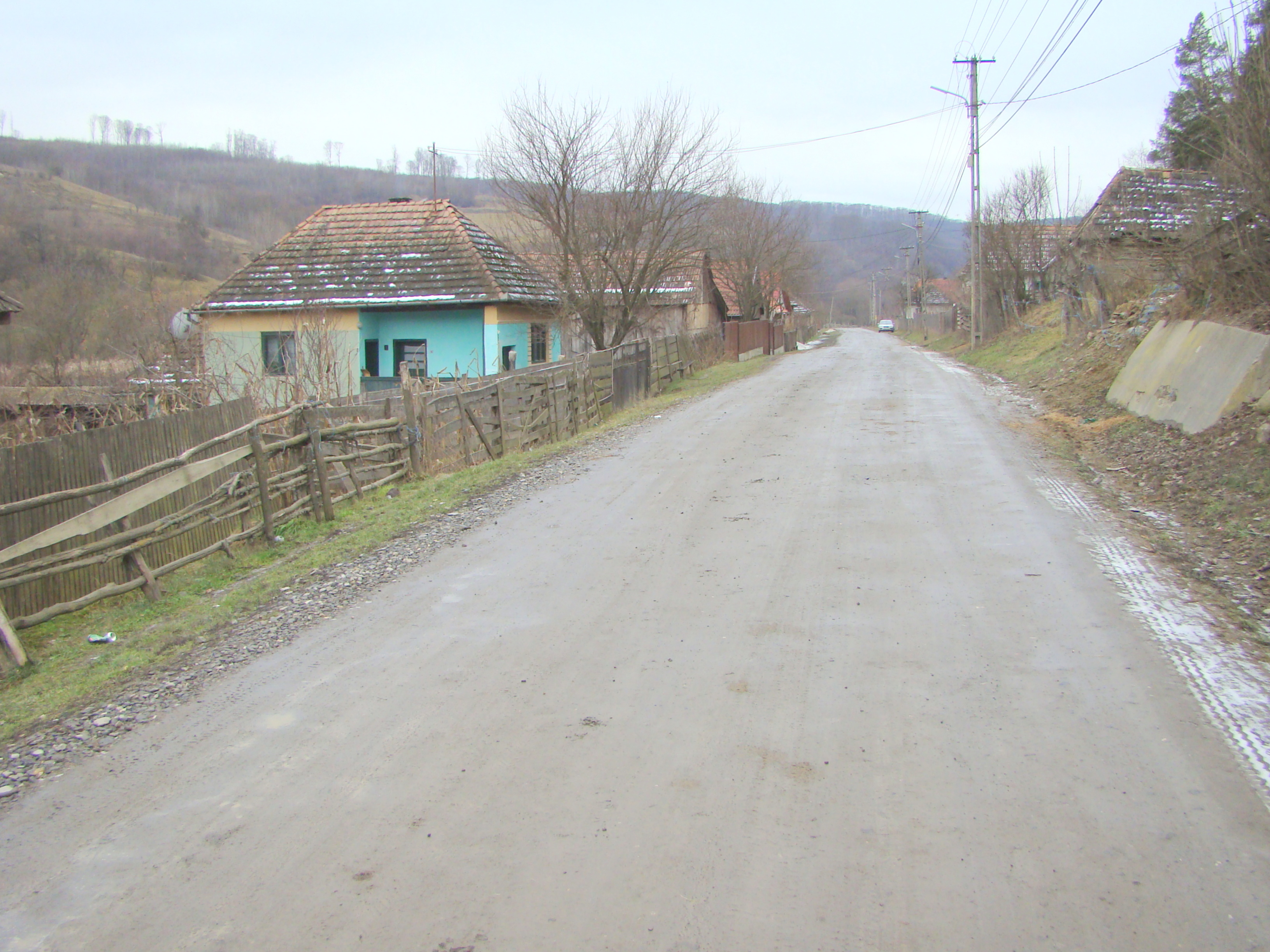
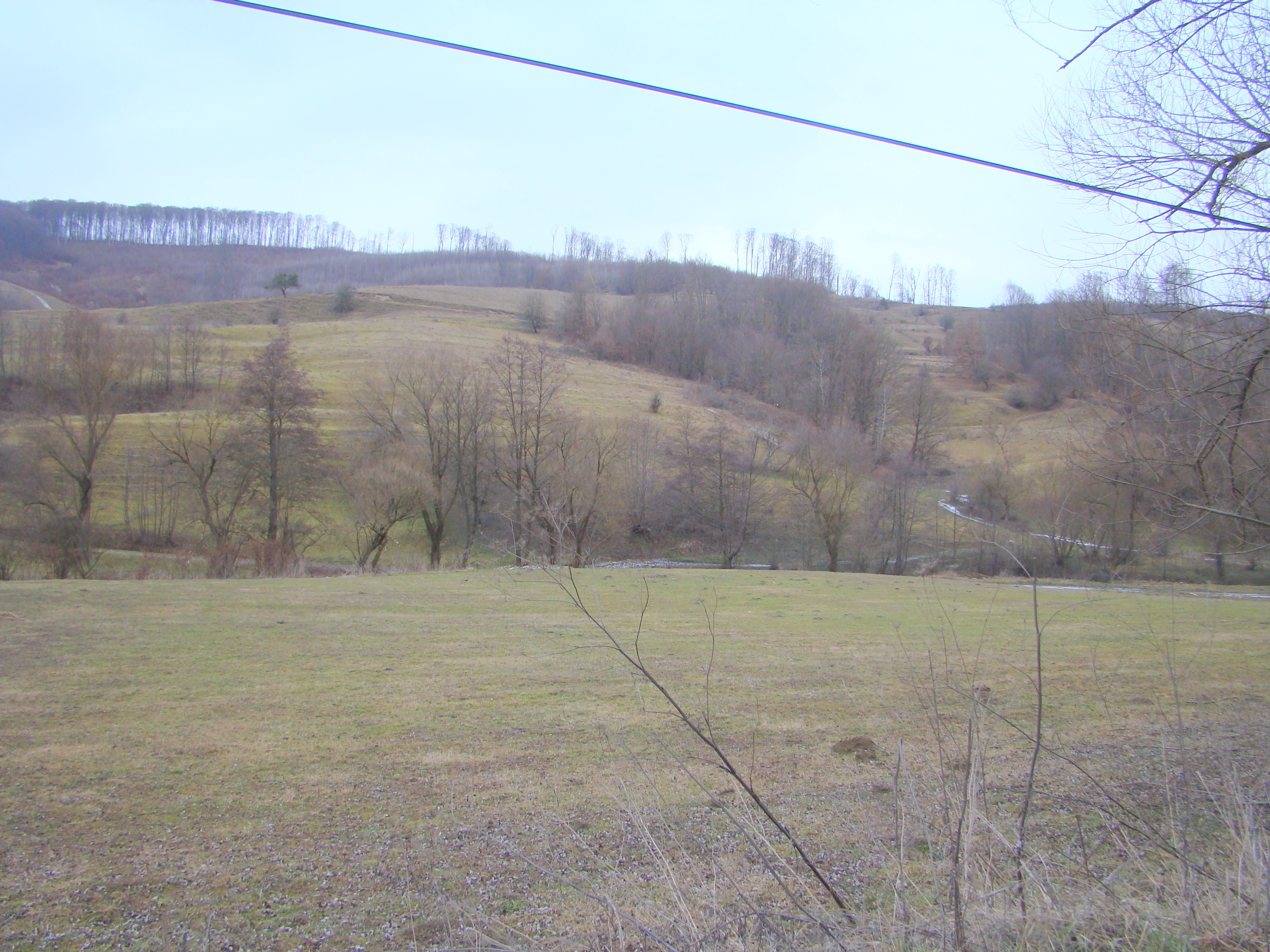

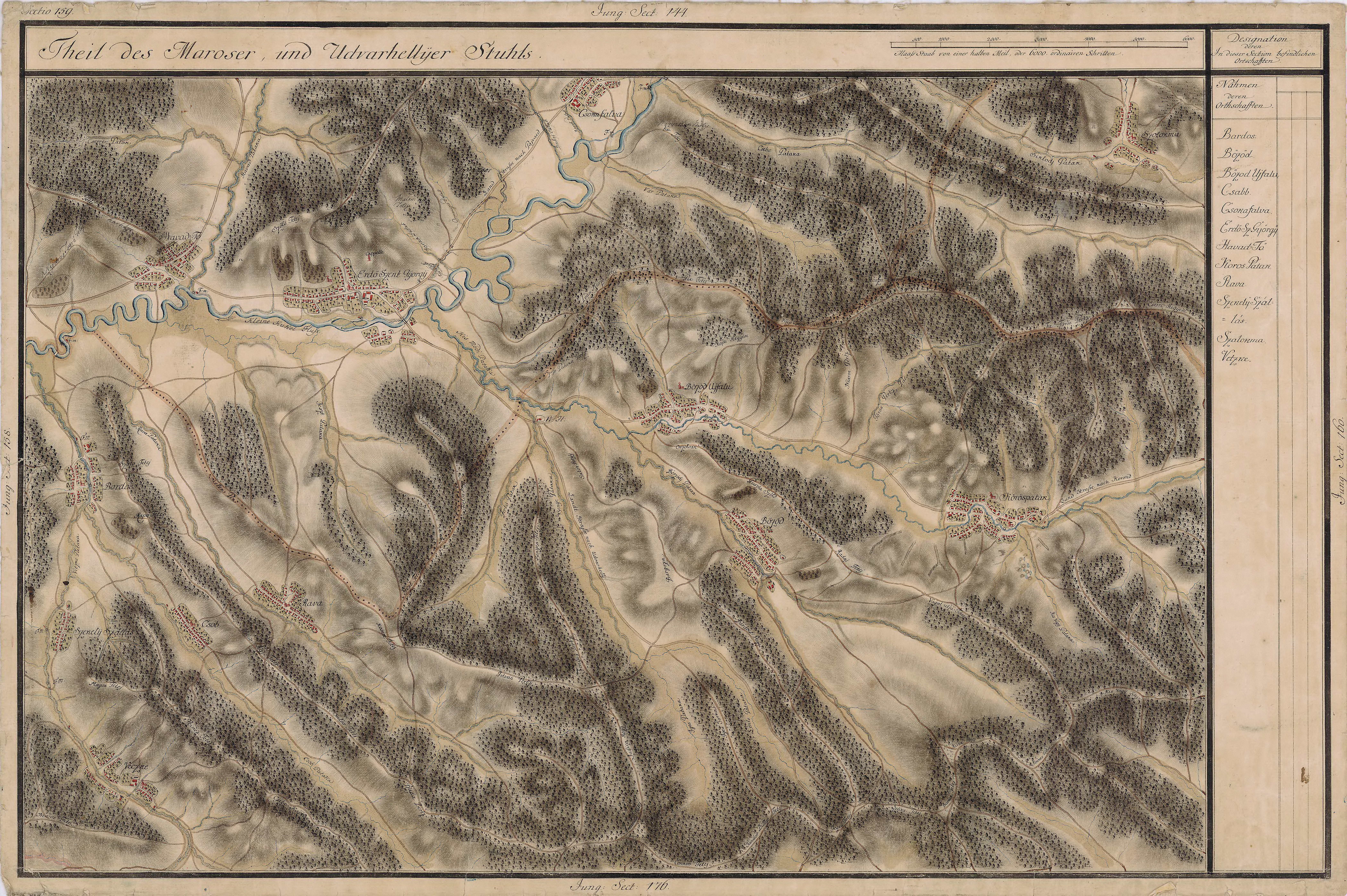
Solocma în Harta Iosefină a Transilvaniei, 1769-73